# 白鹿洞 (厦门)
白鹿洞位于福建厦门市区东北隅的虎溪岩山后、玉屏山南面，可上溯至唐代。明朝万历年间拓建，清代康熙44年（1704年）建白鹿洞寺并重修山洞。乾隆16年（1751年）曾拆除庙宇设玉屏书院，后又于道光至清末民初重修、扩建大观楼等庙宇建筑。近期在1988年集资修建成如今规模并对公众开放。白鹿洞内的泥塑白鹿是厦门为数不多的古代动物雕塑之一。《厦门志》中记载：“白鹿洞左右多崩崖立石，中有亭树掩映，旧建有大观楼、宛在洞、接因亭。乾隆间又开拓六合洞、朝天洞、御山亭。”

## 建筑和洞穴
白鹿洞寺的主要建筑有三宝殿、大观楼、御山亭及其他佛殿、僧舍等。寺庙的后堂供奉朱熹，在三宝殿后为纪念他重兴江西白鹿洞书院而建有山洞，因洞内有栩栩如生的泥塑白鹿而得名。除此以外，还有六合洞、朝天洞和宛在洞等景观。白鹿洞前本来有一个半月形小水池，引自后山岩石缝隙中的泉水，叫做“龙泉”，又称“琮琤泉”，但现已无存。在每年的春末夏初时期，由于当地空气湿度较大，水气上升，石缝中便常常有烟雾涌出，被称为“白鹿含烟”，是清朝评定的厦门八小景之一。

## 民间传说
在一些民间传说中，“白鹿含烟”被叫做“白露含冤”。这一传说的内容是一个叫做苏勇的男子在上山采药时搭救了一只白鹿，此白鹿为了报答救命之恩化为白露姑娘到苏勇的草寮找他。恰好遇上苏勇的母亲送药上山，误会白露姑娘是前来偷药的，姑娘遂含冤逃走。后来苏勇寻遍山林却找不到白鹿（白露）的踪迹，只看到有一山洞中出现了一只石制的白鹿，在阳光下口中腾起白烟，仿佛倾吐满腹的冤气一般。
在另外一些传说中，白鹿洞的白鹿雕塑会吐米，吐出來的米剛剛夠廟裏的和尚吃，遇上節日吐的米也越多。有一個小和尚看白鹿還會吐米，心想把嘴敲大一點多吐點米，收起來留著日後遇到年荒的時候就有吃的了。於是第二天就拿個錘子去敲，結果把白鹿的嘴敲掉了一塊，從此以後，這只鹿不再吐米了，過後這和尚也挺後悔的。這就是說人不能貪心，有些東西夠用就行了，貪心反倒不好了。在这一民间传说的另外一些版本中，会吐米的是山洞中的小穴，而白鹿雕塑成为了和尚凿坏小穴后的嫁祸对象。